# Hylaea prasinaria
Hylaea prasinaria är en fjärilsart som beskrevs av Ignaz Schiffermüller 1775. Hylaea prasinaria ingår i släktet Hylaea och familjen mätare. Inga underarter finns listade i Catalogue of Life.